# 과학철학
과학철학(科學哲學, 영어: philosophy of science)은 철학의 한 갈래로, 과학의 방법이나 과학적 인식의 기초에 대한 철학적 탐구이다.
자연 과학의 성과를 분석하고 반성하여 과학적인 개념을 규정하고 과학의 전제를 세우며 방법을 탐구하는 분야이다. 과학철학의 중심 논제는 과학의 자격(무엇을 과학이라 하는가), 이론의 신뢰성, 과학의 궁극적 목적이다. 과학 철학에서는 현대문명의 과학화(=기계화·획일화) 때문에 철학 문제도 기계적이며 집단적인 과학논리의 분석적 조작으로 해결하려는 입장이 나타난다. 따라서 과학 철학에서는 개인의 사변적(思辨的) 방법에 의한 철학을 배척한다. 이와 달리 근대 이전에 자연을 철학으로서 고찰하려는 입장을 자연 철학이라 한다. 그리고 과학의 입장에서 철학을 비판할 경우 철학 비판이라 한다.
과학 철학의 많은 주요 문제들에 대해 철학자들 사이에서 합일된 의견이 적다. 관찰할 수 없는 것들에 대한 사실을 밝힐 수 있는지, 과학적 추론이 완전히 정당화 될 수 있는지 등의 문제에 대해서 말이다. 과학철학자는 과학의 일반적인 문제 이외에도 특정 과학 분야(생물학 또는 물리학 등)에 적용되는 문제를 다룬다. 과학철학자 중 일부는 최신의 과학 산출물을 철학을 위해 이용하기도 한다.
과학에 관한 철학적 사고는 적어도 아리스토텔레스 시대까지 거슬러 올라간다. 과학철학은 논리실증주의 운동의 결과, 20세기 중반에 별개의 철학 분파로 부상했다. 과학철학은 모든 철학적 진술의 의미를 확실하게 하고 객관적으로 평가할 수 있는 기준을 수립하는 것을 목표로 한다. 토마스 쿤의 획기적인 책 《과학혁명의 구조》(1962) 또한 과학철학 형성에 기여했다. 과학을 '체계화된 실험 방법에 의해 착실히 축적되는 지식의 획득'이라고 보는 관점에 의문을 던지며, 모든 진보가 "패러다임"과 관계되었다고 주장했다. 이 때 패러다임이란 특정 시대에 과학 분야를 정의하는 질문, 개념, 실례의 집합이다.
이후, 과학에 대한 정합론적 접근(관측을 일관성 있는 전체의 일부로 이해하면 이론이 검증됨)은 W.V. Quine등의 사람들에 의해 중요하게 인식됐다. 스티븐 제이 굴드와 같은 일부 사상가는 자연의 균질성(uniformity of nature)과 같은, 공리적 가정에서 과학의 근거를 찾고자 한다. 특히, 목소리 큰 소수의 철학자들과 파울 파이어아벤트는 "과학적 방법"과 같은 건 없으므로 초자연적 접근법을 포함한 과학에 대한 모든 접근법이 허용되어야 한다고 주장한다. 또 다른 접근법으로는 지식이 사회학적 관점에서 어떻게 만들어졌는지를 연구하는 것이 있다. 데이비드 블루어(David Bloor)와 배리 반즈(Barry Barnes)와 같은 학자가 대표적으로 이를 주장한다.   마지막으로 대륙철학에서는 경험에 대한 엄격한 분석의 관점으로 과학에 접근한다.
특정 분야 과학철학은 아인슈타인의 일반상대성이론에 의해 제기된 시간의 본질에 관한 질문에서부터 공공 정책에 대한 경제학의 의미에 이르기까지 다양한 분야를 아우른다. 여기서 핵심은 하나의 과학 분야가 다른 분야로 환원될 수 있는지 여부이다. 즉, 화학이 물리학으로 환원될 수 있는가, 아니면 사회학이 개별 심리학으로 환원될 수 있는가 여부이다. 과학철학에 대한 일반적인 질문은 특정 과학분야에서 의미가 달라질 수 있다. 예를 들어, 과학적 추론의 타당성은 통계의 토대(Foundations of statistics)에서 다르게 나타난다. 과학과 비과학을 구별하는 문제는 의학철학에서 생/사 문제가 된다. 또한 생물학, 심리학, 사회과학에서의 철학은, 인간 본성에 대한 연구가 객관적인지 아니면 불가피하게 가치관과 사회적 관계에 영향을 받는지 여부를 탐구한다.

## 소개

### 과학 정의
과학과 비과학을 구별하는 것을 구획문제(demarcation problem)라 부른다. 예를 들어, 정신분석학을 과학으로 간주해야 하는가? 창조과학,  다중우주설, 거시경제학은 어떨까? 칼 포퍼(Karl Popper)는 이것을 과학철학의 핵심 질문으로 삼았다. 그러나 철학자들 사이에 이 문제에 대한 합일된 의견은 없으며, 일부는 그 문제를 해결할 수 없다고 하거나 흥미가 없다. 마틴 가드너는 사이비 과학을 구별하기 위해 포터 스튜어트 기준(Potter Stewart standard)("보면 안다")의 사용을 주장했다.
초기에 논리실증주의자들은, 과학은 관측적이고 비과학은 비관측적이며 따라서 비과학이 무의미하다고 했다. 포퍼는 과학의 주요 특성을 반증가능성(falsifiability)이라고 했다. 즉, '진짜' 과학적 주장은 거짓이라고 입증할 수 있다는 것이다.
과학을 가장하여, 인정할 수 없는 타당성을 인정받고자 하는 분야를 의사과학(pseudoscience), 변두리 과학(fringe science), 쓰레기과학(junk science)이라 부른다.  물리학자 리처드 파인만은, 그들이 진짜 과학을 하고있다고 믿는 경우를 위해 "화물숭배과학(cargo cult science)"이라는 용어를 만들었다. 그들의 활동은 과학의 껍데기를 쓰고 있으나 그 결과물에는 과학의 결과물같이 엄격하게 평가할 수 있는 내용이 없다.

### 과학적 설명
미래 사건에 대한 예측뿐 아니라, 정기적으로 발생하거나 이미 발생한 사건을 설명하기 위해 과학이론을 이용한다. 철학자들은 과학이론이 현상을 성공적으로 설명했다고 말할 수 있는 기준과, 설명능력이 있다고 말할 수 있는 기준을 연구했다.
일찍이 과학적 설명에 대한 영향력있는 이론에는 연역-법칙(Deductive-nomological)모델이 있었다[그 반대로 귀납-통계(Inductive-Statistical)모델도 있다]. 이 모델 따르면, 좋은 과학적 설명은 과학적 법칙에서부터 현상을 추론해야 한다고 주장한다. 이 견해는 상당한 비판을 받아 왔으며, 이론에 대한 반례가 발견되었다. 설명될 내용을 법칙으로는 추론할 수 없는 경우나, 이미 알려진 것으로부터 예측할 수 없는 경우에 과학적 설명이 의미하는 바를 나타내기란 특히 어렵다. 웨슬리 새먼(Wesley C. Salmon)은 과학적 설명이 설명될 대상과 통계적으로 관련돼야 한다는 모델을 개발했다. 좋은 설명의 핵심은 서로 다른 현상을 통합하거나 인과 관계를 설명하는데 있다고 주장하는 사람도 있다.

### 정당화
흔히 당연한 것으로 여겨지지만, 일련의 사례로부터 일반적인 진술을 도출하거나, 일련의 성공적인 실험에서 이론적 사실을 도출할 수 있는 방법은 분명하지 않다. 예를 들어, 어떤 닭은 농부가 매일 아침 와서 음식을 주는 것을 수백일동안 본다. 따라서 닭은 귀납추론을 사용하여 농부가 매일 아침 음식을 가져올 것이라고 추론할 수 있다. 그러나 어느날 아침, 농부가 와서 닭을 죽인다. 어떻게 과학적 추론은 닭의 추론보다 더 신뢰할 만한가?
한가지 방법은 귀납법이 불확실하다는 사실을 인정하는 것이지만, 최소한, 사례가 늘면 일반 진술의 가능성도 높아진다. 따라서 닭은 아침에 다음과 같이 결론을 내릴 수 있다. 확실치는 않지만, 농부가 내일 아침에 다시 음식을 제공 할 가능성이 있다고. 그러나 주어진 증거가 일반론을 얼마나 정확한 확률로 정당화하는지는 알기 어렵다. 이러한 난관에서 벗어나는 한 가지 방법은 과학이론에 대한 모든 믿음이 주관적이거나 개인적이라고, 올바른 추론이라 함은 단지 시간이 지남에 따라 증거가 주관적인 믿음을 변화시키는 것이라고 하는 것이다.
어떤 사람들은 과학자가 하는 일은 귀납이 아니라 귀추(최선의 설명을 향한 추론)라고 주장한다. 이러한 점에서 과학은 특정 사례들을 일반화하는 일이 아니라 관찰한 것에 대한 가설을 세우는 일이다. "최선의 설명"이 의미하는 것이 항상 명확한 것은 아니다. 오컴의 면도날은 가장 간단한 설명을 선택하도록 권한다. 닭의 사례로 돌아가서, 농부가 닭을 무기한으로 돌본다고 생각하는 것이 간단할까, 도축을 위해 닭을 살찌우고 있다고 생각하는 것이 더 간단할까? 철학자들은 이 경험적 원리를 사고 절약 등의 측면에서 더 정확하게 만들고자 노력했다. 단순함에 대한 다양한 척도가 후보로 제시되었다. 그러나 많은 수의 이론만큼이나 단순함에 대한 척도 또한 많았으며, 척도를 선택하는 일이 이론을 선택하는 것만큼이나 까다로웠다.

### 관측

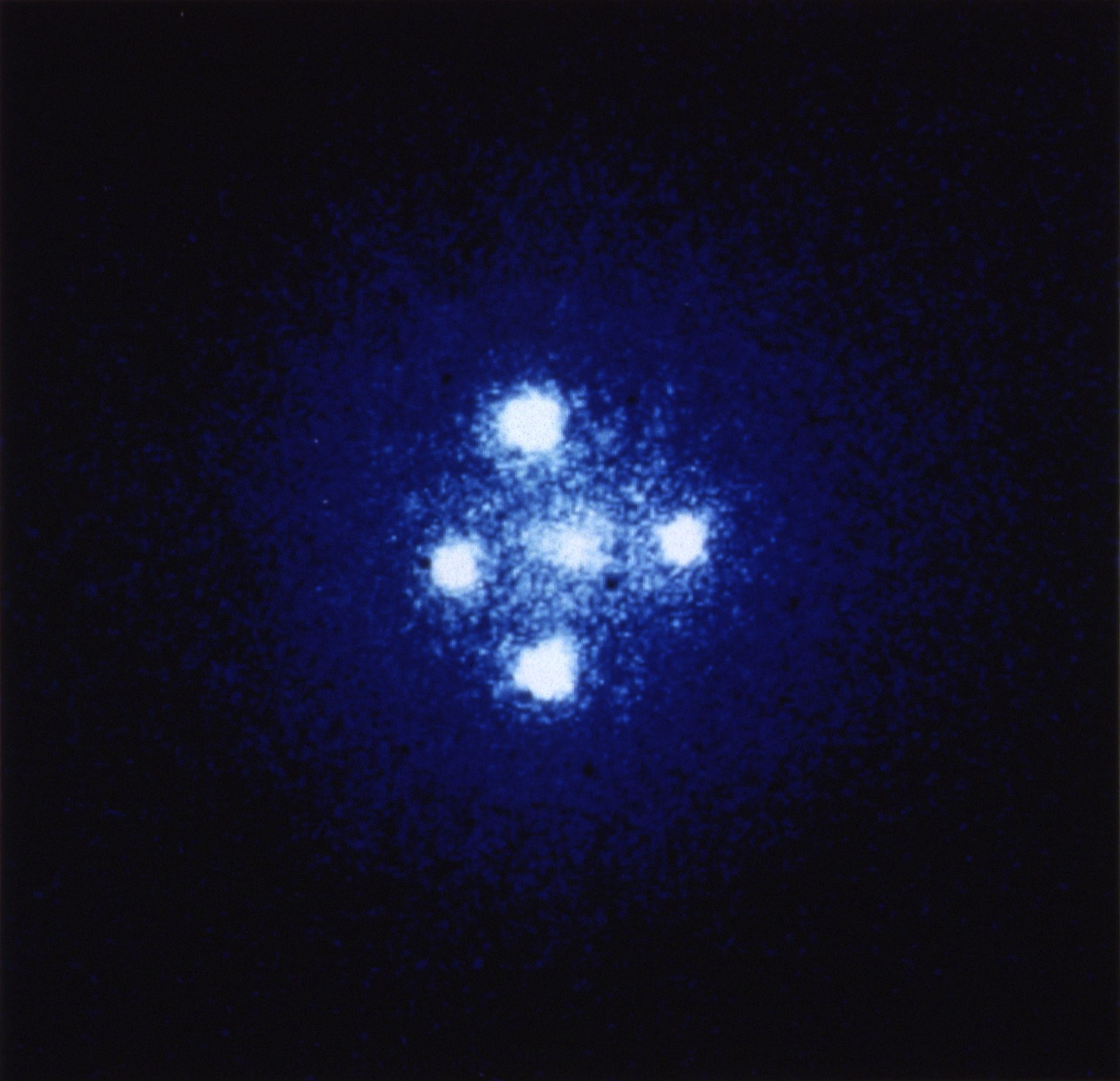
아인슈타인 십자가

관측을 할 때 과학자들은 망원경을 보고, 전자 화면에서 이미지를 연구하고, 수치를 기록하는 등의 작업을 한다. 예를 들어, 온도계가 37.9°C를 나타낼 때, 일반적으로 과학자는 그들이 본 것을 받아들인다.  그러나 과학자들이 이러한 관찰을 설명하기 위한 이론에 대해 다른 생각을 가지고 있다면, 관찰한 것에 대해 의견이 다를 수 있다. 예를 들어 알버트 아인슈타인의 상대성이론에 나오기 이전이라면, 관측자는 왼쪽의 사진을 우주에 있는 5개의 서로 다른 물체로 해석했을 가능성이 높다. 그러나 상대성이론에 따라, 천문학자라면 실제로는 단지 두 개의 물체가 있다고 할 것이다. 한 이미지는 가운데 있는 물체에서 나오고 나머지는 다른 한 물체에서 나온 4개의 이미지라고 할 것이다. 만일 다른 과학자들이 망원경에 문제가 있다고 의심하며 하나의 물체만 관찰한다면, 이는 또 다른 이론체계 하에 있는 것이다. '이론적인 해석과 분리할 수 없는 관측'을 이론 의존적(theory-laden)이라고 말한다.
모든 관측에는 지각과 인식이 있다. 즉, 관측을 수동적으로 하지 않고, 관측하는 현상과 주변의 감각 데이터를 구별하는 데 적극적으로 관여한다. 그러므로 관측은 관측자의 세계관(세계가 기능하는 방식에 대한 이해)에 영향을 받으며, 이는 무엇을 지각하고 주목하고 고려할 가치가있는 지 선택하는 데 영향을 준다. 이러한 의미에서 모든 관찰은 이론 의존적이라고 주장 할 수 있다.

### 과학의 목표
과학은 궁극적인 진리를 결정할 수 있을까? 아니면 과학이 대답할 수 없는 질문이 있을까? 과학적 실재론(Scientific realism)자들은, 과학이 진리를 향하며, 과학이론을 사실이거나 거의 사실로 봐야한다고 주장한다. 반대로, 과학적 반-실재론자들은 과학은 진리(특히 전자나 타차원 우주같은 관측 불가능한 것에 대한 진리)를 향하지 않는다(적어도 성공하지 못한다)고 주장한다. 도구주의자(Instrumentalist)들은 과학 이론이 유용한지에만 관심을 두어야 한다고 주장한다. 또 어떤 이들은, 과학의 목적이 예측을 하고 효과적인 기술을 구현하는 데 있기 때문에 이론이 사실인지 아닌지는 중요하지 않다고 한다.
실재론자들은 이론의 진실(또는 진리)에 대한 증거로, 최근의 과학이론의 성공을 가리킨다. 반실재론자들은 과학 역사에 실린 많은 거짓 이론, 거짓 가설의 성공, 또는 과학적 실재론에 반하는 증거로서 객관성에 대한 포스트모던 비판을 가리킨다. 일부 반실재론자들은 과학이론이 관찰 가능한 대상에 대해서만 정확해지고자 하며, 이론의 성공이 이 기준에 의해 주로 판단된다고 주장한다.

### 과학과 가치관
가치는 과학과 다양한 방식으로 연관된다. 지적 가치는 주로 과학연구를 이끌어 간다. 가치는 과학의 생산물로도, 과학하는 과정에서도 나타나며 사회의 여러 문화내에 퍼질 수 있다.
과학으로 간주되는 것이 무엇인지, 이론을 확인하는 과정이 어떻게 진행되는지, 과학의 목표가 무엇인지 명확하지 않은 경우, 과학을 형성하는 가치나 기타 사회적 영향의 범주가 넓어진다. 실제로 가치는 어떤 연구가 예산을 딸 수 있을지부터 어떤 이론이 과학적 합의에 도달하는가까지 영향을 줄 수 있다. 예를 들어, 19세기에 과학자들이 인종에 관해 가지고있는 문화적 가치관은 진화론 연구의 시발점이 되었고, 사회적 계급에 관한 가치관은 골상학에 영향을 주었다(그 때는 과학으로 받아들였다). 여성주의 인식론자(Feminist epistemology), 과학적 사회학자 등의 사람들은 사회적 가치가 과학에 미치는 영향을 탐구한다.

## 역사

### 전근대
과학 철학의 기원은 플라톤과 아리스토텔레스까지 거슬러 올라간다. 그들은 근사와 정확한 추론을 구별하고, 귀추/연역/귀납 추론의 세 가지 추론 방법을 세웠으며 유추도 고찰했다. 11세기 아랍인이자 박식가 이븐 알하이삼(라틴어로 Alhazen)은 빛의 반사와 굴절에서 나온 상에 대하여 연구할 때 통제된 실험과 기하학을 이용했다. 알하이삼의 영향을 강하게 받은 영국의 사상가이자 실험가 로저 베이컨(1214-1294)은 현대적 과학 방법론의 아버지로 불린다. 수학이 자연철학을 정확히 이해하는데 필수적이라는 그의 견해는 당 시대보다 400년 앞선 생각으로 간주된다.

### 현대
프란시스 베이컨은 과학혁명 당시 과학철학의 중요 인물이었다. 아리스토텔레스의 오르가논에 대한 책인 노붐 오르가눔(1620)에서 오래된 삼단논법을 개선하기위한 새로운 논리 체계를 만들었다. 베이컨의 방법론은 대체 이론을 배제하기 위해 실험에 의지했다. 1637년 르네 데카르트는 감각적 경험과 반대되는 이성의 역할을 중시하며 논문 "방법서설(Discourse on Method)"에서 과학지식의 기초를 다지기 위한 새로운 틀을 수립했다. 대조적으로, 1713년 아이작 뉴턴의 《자연철학의 수학적 원리》 2판에서 "실험철학에는 가설이 설 자리가 없다. 실험철학에서 명제는 현상으로부터 연역되고 유도에 의해 일반화된다"고 주장했다. 이 구절은 "자연철학에서 인과가설(causal hypothese)을 금하고자 하는 후대 독자 세대"에 영향을 미쳤다.

## 종류
프랑스의 과학철학자 도미니크 르쿠르에 따르면 20세기 이후의 과학철학은 세 가지 흐름으로 나뉜다.
- 분석적 과학철학

분석적 과학철학은 20세기초 빈 학파에 의해 제창된 논리실증주의에서 출발했으며, 제2차 세계 대전 이후 논리실증주의자들이 미국으로 건너가게 되면서 사실상 현재까지도 영미권의 주류를 형성하고 있다.
- 역사적 과학철학

프랑스권의 역사적 과학철학은 과학사에 대한 구체적 접근에서 출발하는 것을 특징으로 한다는 점에서 흔히 역사적 인식론이라고도 불리며, 멀게는 콩트의 실증주의 철학을, 가깝게는 바슐라르의 철학을 그 사상적 뿌리로 삼고 있다.
- 비판적 과학철학

카를 포퍼의 영향을 받았다. 비판적 과학 철학에서는 과학의 발전에 대한 통시적 관점이 제시되는 경우가 많으며, 포퍼의 예에서 보듯이 과학과 비과학의 구획 기준 등이 중요한 문제로 다루어지기도 한다.
영미권의 표준적인 해설에 의하면 현대 과학철학은 빈 학파의 논리실증주의와 더불어 본격적으로 시작되었다. 이 시기의 주요한 이론가들은 루돌프 카르납, 칼 햄펠 등이 있다. 일반적으로 토머스 쿤의 《과학 혁명의 구조》가 출판된 1962년을 기점으로 해서 과학철학을 '쿤 이전'과 '쿤 이후'를 나누기도 하지만, 이미 이론의 관찰 의존성 명제를 제기한 로우드 러셀 핸슨이나 반증주의의 문제를 제기한 칼 라이문트 포퍼 등은 일찍부터 논리실증주의의 과학관에 대해 비판적인 문제제기를 하고 있었다. 그러나 핸슨이나 포퍼의 중요성에도 불구하고, 쿤 이전의 과학철학이 과학적 명제가 가지는 인식론적 우월성을 전제로 그 속성을 밝히고 정당화하려는 규범적 접근법을 채택한 것에 비해 토머스 쿤 이후로 실제 과학사를 토대로 한 역사적 접근법이 이루어졌다는 점에서 쿤의 중요성은 간과할 수 없다. 실제로 《과학혁명의 구조》의 출간 이후 과학사회학, 과학문화학, 페미니스트 과학학 등 과학학 연구가 영미권 과학철학 내에서 주요한 흐름을 형성하기 시작했다. 쿤 이후 과학철학에서 벌어진 가장 중요한 논쟁은 상대주의를 둘러싼 논쟁으로 과학전쟁과 밀접한 관계를 맺고 있기도 하다. 이 맥락에서 파이어아벤트가 급진적인 상대주의적 관점에서 과학의 우월성을 비판하였고 라카토슈는 역사적인 변화 속에서도 어떻게 합리적인 핵심이 보존되는지를 설명하기 위한 이른바 '프로그램 방법론'을 제시하기도 하였다. 쿤은 이 논쟁 속에서 해석학을 받아들여 이론을 가다듬으며 중도적인 입장을 견지하려고 하였으나 애매한 입장이라는 비판도 받았다. 파이어아벤트와 라카토슈 이후 상대주의를 둘러싼 논쟁은 더욱 다양한 맥락으로 확장되어 갔다. 에든버러 학파를 비롯한 과학사회학자들이 과학 이론이 사회적으로 구성된 것이라는 급진적인 입장을 취하는 한편, 새거드와 기어리 등은 인지과학의 성과를 받아들여 실제 과학자들이 어떤 식으로 합리적인 결론에 이르는지를 모델링하며 역사적인 접근법과 규범적인 접근법을 조화시키려 시도했다. 한편 아이언 해킹은 과학사에서의 실험의 중요성을 강조하며 과학적 실재론(과학 이론에서 사용하는 개념에 상응하는 대상이 실제로 존재한다는 입장)의 입장에서 새로운 논의의 장을 이끌었는데, 이것은 앞서 말한 핸슨을 비롯해 메리 헤스나 바슐라를 비롯한 프랑스 과학철학의 전통 등 이전의 선배 과학철학자들의 연구 업적에 토대를 둔 것이기도 하다.
한편 현대에 이르러 과학의 세분화와 전문화가 급속히 진행되고 있는 만큼, 과학 철학자들은 과학 일반에 대한 논의보다는 생물학, 물리학, 인지 과학등 개별 과학에 관한 메타적 담론에 주력하고 있다.

## 과학철학 교육
서울대학교에는 과학사 및 과학철학 협동과정이 개설되어 과학철학을 전공한 인재들을 양성하고 있다. 고려대학교에서도 과학기술학 협동과정에서 과학사 및 과학철학 전공과정을 개설하여 과학철학을 전공한 인재들을 양성하고 있다.

## 주요 과학철학자들
- 루돌프 카르납
- W.V.O.콰인
- 칼 햄펠
- 가스통 바슐라르
- 조르주 캉길렘
- 장 카바이예스
- 미셸 푸코
- 칼 포퍼
- 토머스 쿤
- 임레 라카토스
- 폴 파이어아벤트
- 찰스 샌더스 퍼스
- 노우드 러셀 핸슨
- 스티븐 툴민
- N. Cartwright
- 장하석
- 이언 해킹

## 같이 보기
- 자연 철학
- 철학 비판
- 이상화 (과학철학)

## 참고 문헌
- 《과학 혁명의 구조》, 토머스 쿤, 1962년.
- 《과학이란 무엇인가?》, 앨런 차머스, 1999년, 3판.